# 야마구치 마미
야마구치 마미(일본어: 山口 麻美, 1986년 8월 13일 ~ )는 일본의 은퇴한 여자 축구 선수이다.

## 국가대표팀 경력
그녀는 2007년 7월 28일 미국과의 경기에서 일본 국가대표팀에 데뷔했다. 2010년 동아시아 축구 선수권 대회 우승, 2010년 아시안 게임 금메달 획득에 기여. 그녀는 2010년까지 국제 A매치 통산 18경기에 출전, 8득점을 넣었다.

## 통계
| 일본 | 일본 | 일본 |
| 연도 | 출전 | 득점 |
| ---- | ---- | ---- |
| 2007 | 1    | 0    |
| 2008 | 0    | 0    |
| 2009 | 1    | 1    |
| 2010 | 14   | 5    |
| 2011 | 2    | 2    |
| 통산 | 18   | 8    |